# Ophiuche limbopunctata
Ophiuche limbopunctata là một loài bướm đêm trong họ Erebidae.